# Hirondelle de Murphy
Progne murphyi
Espèce
Synonymes
- Progne modesta murphyi

Statut de conservation UICN

 NT C2a(i) : Quasi menacé
L'Hirondelle de Murphy (Progne murphyi) est une espèce de passereau de la famille des Hirundinidae. 

## Nomenclature
Son nom commémore l'ornithologue américain Robert Cushman Murphy (1887-1973).

## Répartition
Son aire s'étend le long de la côte péruvienne.

## Taxonomie
C'est une espèce monotypique (non subdivisée en sous-espèces) parfois considérée comme une sous-espèce de Progne modesta.